# 충칭 장베이 국제공항
충칭 장베이 국제공항(중국어: 重庆江北国际机场, 병음: Chóngqìng Jiāngběi Guójì Jīchǎng, IATA: CKG, ICAO: ZUCK)은 중화인민공화국 충칭시에 위치한 국제공항으로 충칭시의 동쪽에서 23킬로미터 떨어진 곳에 위치해 있다. 1990년 1월 22일 최초로 개항되어 2005년 연 인원 663만으로 중화인민공화국 내 10위를 차지했다.

## 역사
1920년대에 충칭의 민간 항공까지 거슬러 올라간다. 바이시리 공항의 1938년에 완료한 후에, 충칭이 중국에서 작업의 한 공항 그 네의 도시이다. 1950년에는 천진, 청두, 광저우와 쿤밍 충칭까지 4항공 노선은 중화 인민 공화국은 1949년에 설치된 뒤 개방될 초기게 되었다. 1965년에 그 중국 민항이다. 그것에 예속되게 되었다. 충칭의 민간 항공의 개발은 그때까지 멈췄다 쓰촨 성, 충칭 공항에서 사무소를 열었다. 그 1990년이다.
1990년 1월 22일에는 새 공항, 충칭 장베이 공항 재개된 오래 된 바이시리 공항이었다. 민간 항공의 발전을 대체하는 것이었다. 1997년 중국의 충칭 지역 4자치에서 중국 민용 항공국 충칭 같은 해에 지점을 설립했다.

## 구성

### 1터미널
1터미널(국제선)은 국제선 전용 터미널이며, 중국 항공사(쓰촨 항공, 중국국제항공, 톈진 항공)와, 그 외항사들도 주당 평균 70편 운행하고 있으며, 정기편으로 운항하고 있다. 중국, 한국, 일본, 베트남, 태국, 싱가포르, 영국, 호주 등 주로 동북아시아 및 동남아시아, 오세아니아, 유럽 지역 노선을 운항하고 있다.

### 2터미널
2터미널은 국내선 전용 터미널은 중국 항공사들도 운항하고 있으며, 국제선과 연결이 되어있다.

## 교통

### 지하철
충칭 지하철 3호선은 국내선과 연결되어 있다.지하철로 가려면 셔틀버스를 타고 국내선에 내려서 장베이 역으로 가야 한다.

### 공항버스
청두 시내로 가는 공항버스가 주간 운행하고 있다.

## 운항 노선
- 가나다 순

### 1 터미널
| 항공사                 | 목적지                                                                                   |
| ---------------------- | ---------------------------------------------------------------------------------------- |
| 중국국제항공           | 나트랑, 도쿄(나리타), 두바이, 서울(인천), 오키나와(나하), 타이페이(쑹산, 타오위안), 홍콩 |
| 산둥 항공              | 시엠레아프, 치앙마이, 프놈펜                                                             |
| 쓰촨 항공              | 나트랑, 시아누크빌, 시드니, 타이페이(쑹산), 푸껫                                         |
| 서부항공               | 오사카(간사이), 제주, 푸껫                                                               |
| 톈진 항공              | 멜버른, 모스크바(셰레메티예보), 런던(히스로)                                             |
| 차이나 익스프레스 항공 | 루앙프라방, 비엔티안                                                                     |
| 충칭 항공              | 싱가포르, 콜롬보, 푸껫, 하노이, 호치민                                                   |
| 하이난 항공            | 뉴욕(JFK), 로마(피우미치노), 부다페스트, 양곤, 파리(샤를 드 골)                          |
| 캐세이퍼시픽 항공      | 홍콩                                                                                     |
| 홍콩 항공              | 홍콩                                                                                     |
| 에어 마카오            | 마카오                                                                                   |
| 중화항공               | 타이페이(타오위안)                                                                       |
| 에바 항공              | 타이페이(쑹산)                                                                           |
| 유니 항공              | 타이페이(타오위안)                                                                       |
| 아시아나항공           | 서울(인천)                                                                               |
| 일본춘추항공           | 도쿄(나리타)                                                                             |
| JC 국제항공            | 시엠레아프, 프놈펜                                                                       |
| 타이 라이온 에어       | 방콕(돈므앙), 푸껫                                                                       |
| 타이 스마일 항공       | 방콕(수완나품)                                                                           |
| 타이 에어아시아        | 방콕(돈므앙)                                                                             |
| 말린도 에어            | 코타키나발루                                                                             |
| 에어아시아 X           | 쿠알라룸푸르                                                                             |
| 실크에어               | 싱가포르                                                                                 |
| 카타르 항공            | 도하                                                                                     |

### 2 터미널
| 항공사               | 목적지 |
| -------------------- | --- |
| 중국국제항공         | 광저우, 난징, 난창, 닝보, 다리, 라싸, 롄윈강, 뤄양, 류판수이, 베이징(다싱, 서우두), 상하이(푸둥, 훙차오), 샤먼, 선전, 아커쑤, 우루무치, 우이, 우한, 원저우, 옌청, 인촨, 주허이, 정저우, 톈진, 창사, 창춘, 푸저우, 하이커우, 항저우, 후허하오터                             |
| 중국남방항공         | 광저우, 구이린, 난닝, 다롄, 라싸, 리장, 베이징(서우두), 베이하이, 싼야, 선양, 선전, 시솽반나, 우루무치, 우한, 인촨, 이우, 정저우, 지에양, 쿤밍, 톈진, 텅충, 창사, 창춘, 하얼빈, 하이커우                                                                                   |
| 중국동방항공         | 난징, 닝보, 닝보, 다롄, 리장, 바이써, 베이징(서우두), 상하이(푸둥, 훙차오), 시안, 신양, 옌타이, 우시, 우한, 인촨, 자오퉁, 잔장, 지난, 쿤밍, 타이위안, 창저우, 칭다오, 허페이                                                                                               |
| 쓰촨 항공            | 광저우, 구이린, 난징, 닝보, 다롄, 다오청, 라싸, 리장, 린즈, 만달레이, 바이써, 베이징(서우두), 상하이(푸둥), 선눙자, 선양, 선전, 시닝, 아러타이, 우루무치, 우시, 우한, 지난, 지에양, 캉딩, 쿤밍, 타이위안, 톈진, 취안저우, 칭다오, 판즈화, 푸저우, 하얼빈, 하이커우, 허페이 |
| 충칭 항공            | 광저우, 난징, 난창, 닝랑, 닝보, 다리, 다칭, 라싸, 란저우, 린이, 베이징(서우두), 상하이(푸둥), 싼야, 선눙자, 선전, 샤먼, 시솽반나, 양저우, 옌청, 원저우, 이춘, 인촨, 정저우, 지에양, 쿤밍, 텅충, 창사, 창춘, 푸저우, 하얼빈, 항저우, 헝양, 후이저우                         |
| 산둥 항공            | 다롄, 베이징(서우두), 상하이(훙차오), 샤먼, 선양, 옌타이, 주허이, 지난, 타이위안, 칭다오, 허페이 |
| 서부항공             | 광저우, 난징, 난창, 닝보, 다롄, 라싸, 리장, 르카쩌, 만달레이, 상하이(푸둥), 선양, 선전, 스자좡, 시닝, 시안, 원산, 원저우, 지에양, 캄도, 쿠얼러, 정저우, 주허이, 타이위안, 톈진, 창사, 창춘, 칭다오, 취안저우, 후허하오터, 허페이                                           |
| 에어 구이린          | 쑤저우 |
| 럭키 에어            | 리장, 쑤저우, 푸얼 |
| 루이리 항공          | 랑칸, 망시 |
| 룽에어               | 원저우, 첸장, 항저우 |
| 컬러풀 구이저우 항공 | 구이양, 우저우 |
| 샤먼 항공            | 간저우, 라싸, 베이징(서우두), 상하이(훙차오), 샤먼, 선전, 시창, 톈진, 창사, 취안저우, 푸저우, 하얼빈, 항저우 |
| 오케이 항공          | 시닝, 창사 |
| 준야오 항공          | 난징, 상하이(푸둥, 훙차오), 원저우, 장자제 |
| 둥하이 항공          | 난닝, 란저우, 선전, 정저우 |
| 쿤밍 항공            | 바오산, 난퉁, 쿤밍, 타이저우 |
| 청두 항공            | 베이하이 |
| 춘추항공             | 닝보, 뤄양, 상하이(푸둥, 훙차오), 징강산 |
| 톈진 항공            | 다롄, 둥잉, 시안, 원저우, 톈진, 항저우, 후허하오터 |
| 티베트 항공          | 라싸, 린즈, 샤먼, 선전, 톈진, 창두 |
| 푸저우 항공          | 푸저우 |
| 칭다오 항공          | 간저우, 칭다오 |
| 허베이 항공          | 란저우, 스자좡 |
| GX 항공              | 난닝, 뤄양, 지닝 |
| LJ 항공              | 하얼빈 |

### 화물 노선
| 항공사                 | 목적지                                                   |
| ---------------------- | -------------------------------------------------------- |
| 중국국제항공 카고      | 첸나이, 룩셈부르크, 상하이(푸둥) 전세편 : 시카고(오헤어) |
| 캐세이퍼시픽 항공      | 홍콩                                                     |
| 중화항공               | 타이페이(타오위안)                                       |
| 중국남방항공 카고      | 암스테르담, 상하이(푸둥)                                 |
| 중국화물항공           | 다카, 상하이(푸둥)                                       |
| 에미레이트 스카이카고  | 전세편 : 두바이                                          |
| 에바 항공              | 타이페이(타오위안)                                       |
| 제이드 카고 인터내셔널 | 암스테르담, 브레시아, 두바이, 프랑크푸르트, 홍콩, 빈     |
| 둥하이 항공            | 홍콩                                                     |
| 싱가포르 항공 카고     | 방갈로르, 다카, 콜카타, 상하이(푸둥), 싱가포르           |
| ASL 항공 벨기에        | 리에주, 상하이(푸둥)                                     |
| 양쯔강 익스프레스      | 광저우, 룩셈부르크, 모스크바, 상하이(푸둥), 타이페이     |